# 索基爾欽
48°51′32″N 25°14′37″E / 48.85889°N 25.24361°E
索基爾欽（烏克蘭語：Сокирчин），是烏克蘭西部的村莊，隸屬伊萬諾-弗蘭科夫斯克州的伊萬諾-弗蘭科夫斯克區。該村面積7.42平方公里，2001年人口533，人口密度每平方公里71.8人。